# Campionati europei di ciclismo su pista 2019 - Chilometro a cronometro
La chilometro a cronometro ai Campionati europei di ciclismo su pista 2019 si è svolta il 20 ottobre 2019 presso il velodromo Omnisport Apeldoorn di Apeldoorn, nei Paesi Bassi.

## Podio
| Pos.    | Atleta            | Nazionalità |
| ------- | ----------------- | ----------- |
| Oro     | Quentin Lafargue  | Francia     |
| Argento | Theo Bos          | Paesi Bassi |
| Bronzo  | Michaël D'Almeida | Francia     |

## Risultati

### Qualifiche
I migliori 8 tempi si qualificano alla finale
| Posizione | Atleta              | Nazione     | Tempo    | Gap    | Note |
| --------- | ------------------- | ----------- | -------- | ------ | ---- |
| 1         | Quentin Lafargue    | Francia     | 1:00.045 |        | Q    |
| 2         | Sam Ligtlee         | Paesi Bassi | 1:00.196 | +0.151 | Q    |
| 3         | Theo Bos            | Paesi Bassi | 1:00.226 | +0.181 | Q    |
| 4         | Marc Jurczyk        | Germania    | 1:00.620 | +0.575 | Q    |
| 5         | Krzysztof Maksel    | Polonia     | 1:00.637 | +0.592 | Q    |
| 6         | Tomáš Bábek         | Rep. Ceca   | 1:00.691 | +0.646 | Q    |
| 7         | Michaël D'Almeida   | Francia     | 1:00.846 | +0.801 | Q    |
| 8         | Pavel Yakushevskiy  | Russia      | 1:00.946 | +0.901 | Q    |
| 9         | Francesco Lamon     | Italia      | 1:00.966 | +0.921 |      |
| 10        | Maximilian Dornbach | Germania    | 1:01.227 | +1.182 |      |
| 11        | Francesco Ceci      | Italia      | 1:01.392 | +1.347 |      |
| 12        | Robin Wagner        | Rep. Ceca   | 1:01.615 | +1.570 |      |
| 13        | José Moreno Sánchez | Spagna      | 1:02.126 | +2.081 |      |
| 14        | Sasha Weemaes       | Belgio      | 1:02.166 | +2.121 |      |
| 15        | Sandor Szalontay    | Ungheria    | 1:02.240 | +2.195 |      |
| 16        | Rafal Sarnecki      | Polonia     | 1:02.478 | +2.433 |      |
| 17        | Alexander Sharapov  | Russia      | 1:02.636 | +2.591 |      |
| 18        | Uladzislau Novik    | Bielorussia | 1:03.042 | +2.997 |      |
| 19        | Ekain Jimenez       | Spagna      | 1:03.400 | +3.355 |      |
| 20        | Oleksander Kryvych  | Ucraina     | 1:04.529 | +4.484 |      |

### Finale
| Posizione | Atleta             | Nazione     | Tempo    | Gap    |
| --------- | ------------------ | ----------- | -------- | ------ |
| 1         | Quentin Lafargue   | Francia     | 1:00.289 |        |
| 2         | Theo Bos           | Paesi Bassi | 1:00.409 | +0.120 |
| 3         | Michaël D'Almeida  | Francia     | 1:00.663 | +0.374 |
| 4         | Sam Ligtlee        | Paesi Bassi | 1:00.701 | +0.412 |
| 5         | Marc Jurczyk       | Germania    | 1:00.733 | +0.444 |
| 6         | Tomáš Bábek        | Rep. Ceca   | 1:00.745 | +0.456 |
| 7         | Krzysztof Maksel   | Polonia     | 1:00.755 | +0.466 |
| 8         | Pavel Yakushevskiy | Russia      | 1:01.759 | +1.470 |